# Villaverde de Rioja
Villaverde de Rioja tỉnh và cộng đồng tự trị La Rioja, phía bắc Tây Ban Nha. Đô thị này có diện tích là 5,87 ki-lô-mét vuông, dân số năm 2009 là 78 người với mật độ 13,29 người/km². Đô thị này có cự ly 49 km so với Logroño.